# 20136 Ейзенгарт
20136 Ейзенгарт (20136 Eisenhart) — астероїд головного поясу, відкритий 8 липня 1996 року.
Тіссеранів параметр щодо Юпітера — 3,804.